# Energia adsorpcji
Energia adsorpcji to zmiana energii układu fizycznego spowodowana adsorpcją cząsteczki (mikroskopowo) lub mola cząsteczek na miejscu adsorpcyjnym określonego typu.
Konwencja podawania energii adsorpcji jest z reguły zgodna ze starą konwencją dotyczącą ciepła - energia oddawana przez układ adsorpcyjny (proces egzoenergetyczny) jest podawana ze znakiem (+) (plus) a nie za znakiem (-) (minus) zgodnie z obecnie obowiązującymi regułami dotyczącymi energii.
W wielu zastosowaniach istotna jest nie wielkość samej energii adsorpcji, a wielkość (ε/kT) lub (E/RT) (ε - energia dla 1 cząsteczki, E - energia dla 1 mola cząsteczek), czyli tzw. energia zredukowana. Np. parametry heterogeniczności będące w izotermach adsorpcji miarą niejednorodności energetycznej powierzchni adsorbentu są bezpośrednio powiązane z dyspersją σ zredukowanej energii adsorpcji (E/RT) a nie z samą energią E. Stałe równowagi adsorpcji również zależą od energii zredukowanej.
Olbrzymia większość układów lub zjawisk fizycznych nie jest charakteryzowana pojedynczą wartością energii a raczej poprzez funkcję rozkładu energii. Funkcja taka może mieć charakter dyskretny (nieciągły), gdy energie są w pewien sposób skwantowane, lub ciągły. Przykładem funkcji rozkładu energii adsorpcji są rozkłady odpowiadające izotermom na powierzchniach heterogenicznych.